# Xestia agnorista
Xestia agnorista är en fjärilsart som beskrevs av Charles Boursin 1963. Xestia agnorista ingår i släktet Xestia och familjen nattflyn. Inga underarter finns listade i Catalogue of Life.